# Podsavezna nogometna liga Pula 1959./60.
Podsavezna nogometna liga Pula (također i kao Pulska podsavezna liga, Liga Pulskog nogometnog podsaveza) je bila liga četvrtog stupnja nogometnog prvenstva Jugoslavije u sezoni 1959./60. 
 Sudjelovalo je 8 klubova, a prvak je bila momčad "Štinjan" iz Pule. 

## Ljestvica
| mj. | klub             | ut. | pob. | ner. | por. | gol+ | gol- | bod |
| --- | ---------------- | --- | ---- | ---- | ---- | ---- | ---- | --- |
| 1.  | Štinjan Pula     | 14  | 10   | 1    | 3    | 49   | 23   | 21  |
| 2.  | Pazin            | 14  | 10   | 0    | 4    | 43   | 24   | 20  |
| 3.  | Cement Koromačno | 14  | 7    | 2    | 5    | 39   | 34   | 16  |
| 4.  | Jadran Poreč     | 14  | 7    | 1    | 6    | 32   | 27   | 15  |
| 5.  | Rovinj           | 14  | 7    | 1    | 6    | 35   | 33   | 15  |
| 6.  | Marčana          | 14  | 4    | 1    | 9    | 21   | 40   | 9   |
| 7.  | Vodnjan          | 14  | 4    | 0    | 10   | 27   | 41   | 8   |
| 8.  | Avijatičar Pula  | 14  | 4    | 0    | 10   | 16   | 40   | 8   |

## Rezultatska križaljka
| kratica | klub             | AVI | CEM | JAD | MAR | PAZ | ROV | ŠTI | VOD |
| --- | ---------------- | --- | --- | --- | --- | --- | --- | --- | --- |
| AVI | Avijatičar Pula  |     |     |     |     |     |     |     |     |
| CEM | Cement Koromačno |     |     |     |     |     |     |     |     |
| JAD | Jadran Poreč     |     |     |     |     |     |     |     |     |
| MAR | Marčana          |     |     |     |     |     |     |     |     |
| PAZ | Pazin            |     |     |     |     |     |     |     |     |
| ROV | Rovinj           |     |     |     |     |     |     |     |     |
| ŠTI | Štinjan Pula     |     |     |     |     |     |     |     |     |
| VOD | Vodnjan          |     |     |     |     |     |     |     |     |
| |                  |     |     |     |     |     |     |     |     |
| podebljan rezultat - utakmice od 1. do 7. kola (1. utakmica između klubova) rezultat normalne debljine - utakmice od 8. do 14. kola (2. utakmica između klubova) rezultat nakošen - nije vidljiv redoslijed odigravanja međusobnih utakmica iz dostupnih izvora rezultat smanjen * - iz dostupnih izvora nije uočljiv domaćin susreta prekrižen rezultat - poništena ili brisana utakmica p - utakmica prekinuta 3:0 p.f. / 0:3 p.f. - rezultat 3:0 bez borbe n.i. - nije igrano |                  |     |     |     |     |     |     |     |     |

 Izvori:

## Unutrašnje poveznice
- Zona Rijeka – Pula 1959./60.
- Podsavezna liga Rijeka 1959./60.